# Réserve totale de Bontioli

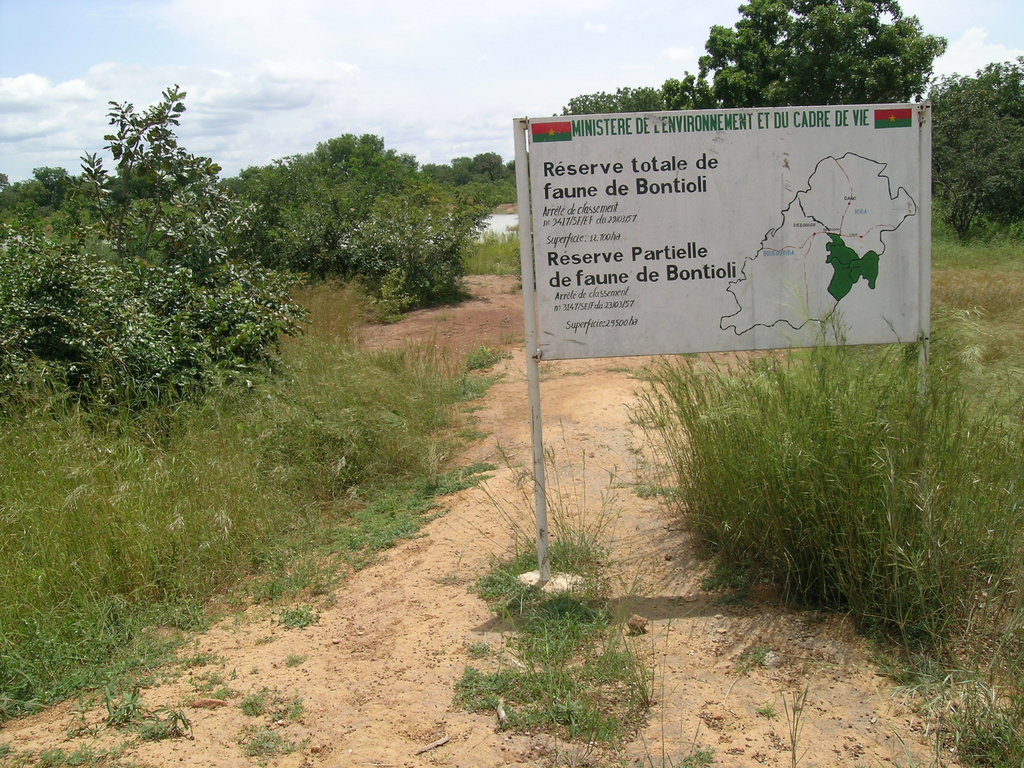
Nördliche Grenze des Réserve de Bontioli

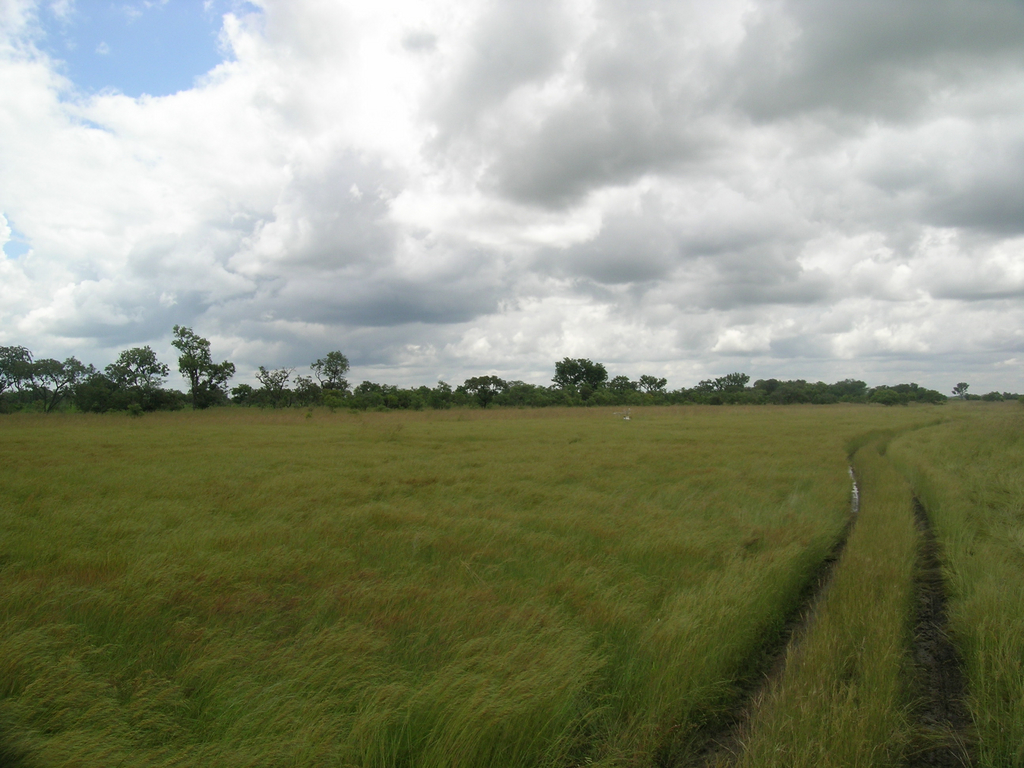
Ungestörtes Gebiet im Bontioli Nationalpark

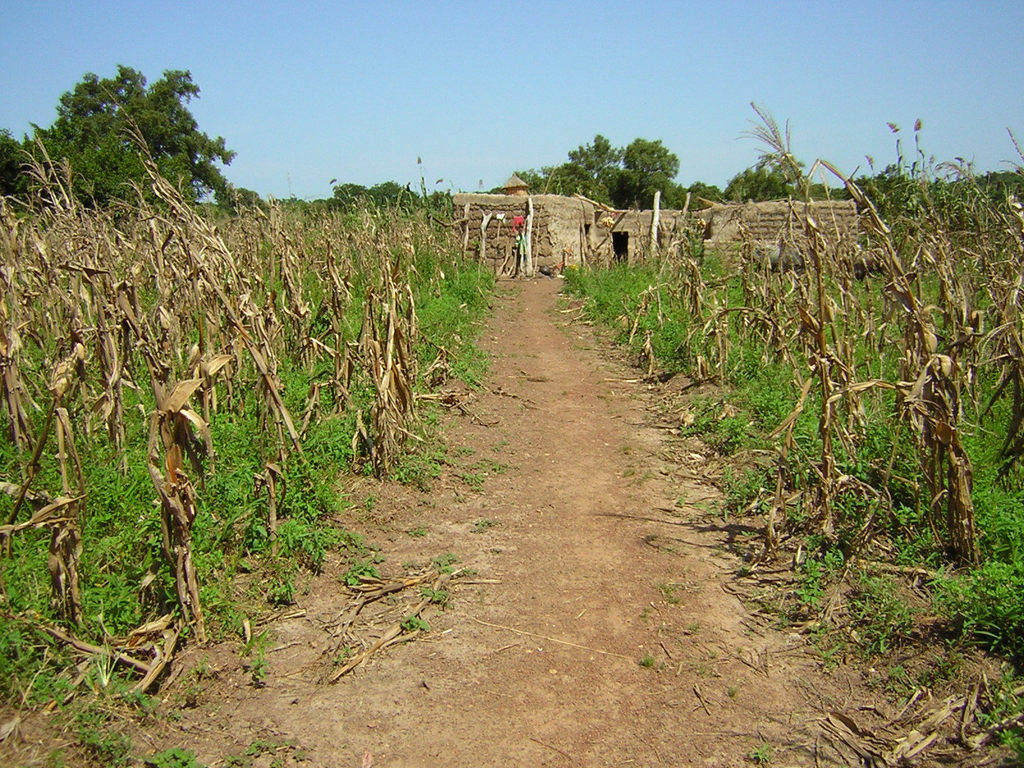
Gehöft mit Maisfeld innerhalb des Réserve de Bontioli

Das Réserve totale de Bontioli ist ein offiziell 29.500 ha großes geschütztes Gebiet im Südwesten von Burkina Faso in der Provinz Bougouriba nahe der ghanaischen Grenze.

## Lage
Das Réserve liegt etwa 40 Kilometer südlich von Dano, der Hauptstadt der Provinz Ioba.

## Klima
Die Regenzeit dauert von Mitte Mai bis Oktober.

## Flora und Vegetation
Etwa die Hälfte des Schutzgebietes nahe den Gewässern wird von Galeriewäldern bedeckt, dazu kommen Trockenwald, Baum- und Strauchsavannen.
Trotz des offiziellen Schutzstatus sind große Gebiete anthropogen modifiziert. So überwiegen auf einer Länge von ca. 5 km in das Schutzgebiet hinein landwirtschaftlich genutzte Flächen.